# Fragebatterie
Eine Fragebatterie ist in der Umfrageforschung eine Zusammenstellung mehrerer Fragen, die eine gemeinsame Zieldimension messen sollen. Fragebatterien werden eingesetzt, wenn einzelne Fragen zu einem Gegenstand nicht ausreichend treffsicher formuliert werden können.
Ein Beispiel für eine Fragebatterie ist das Stellen mehrerer Fragen zur Überzeugungskraft eines den Befragten präsentierten Textes. Der Forscher versucht die Dimension „Überzeugungskraft“ theorie- und empiriegeleitet (das heißt aufgrund von Überlegungen und Erfahrungen, z. B. aus der Persuasionsforschung) aufzusplitten in Teildimensionen wie „Klarheit“, „Glaubwürdigkeit“ oder „vertrauenswürdig“ und stellt zu jeder Teildimension eine eigene Frage. Gelingt die Konstruktion der Fragebatterie, ist das Ergebnis aussagekräftiger, als es eine einzelne Frage nach der wahrgenommenen Überzeugungskraft wäre.
Wenn die einzelnen Fragen der Fragebatterie tatsächlich die gleiche Dimension erheben, müssen sie untereinander korrelieren. Diese interne Konsistenz (eine Form der Reliabilität) kann mit sogenannten Reliabilitätstests überprüft werden (z. B. Cronbachs Alpha).
Für die Analyse der Haupt- und Nebendimensionen, die mit einer Fragebatterie erhoben wurden, wird die Faktorenanalyse verwendet. 